# 達尼斯峰
46°44′15″N 9°30′26″E / 46.737625°N 9.507208°E

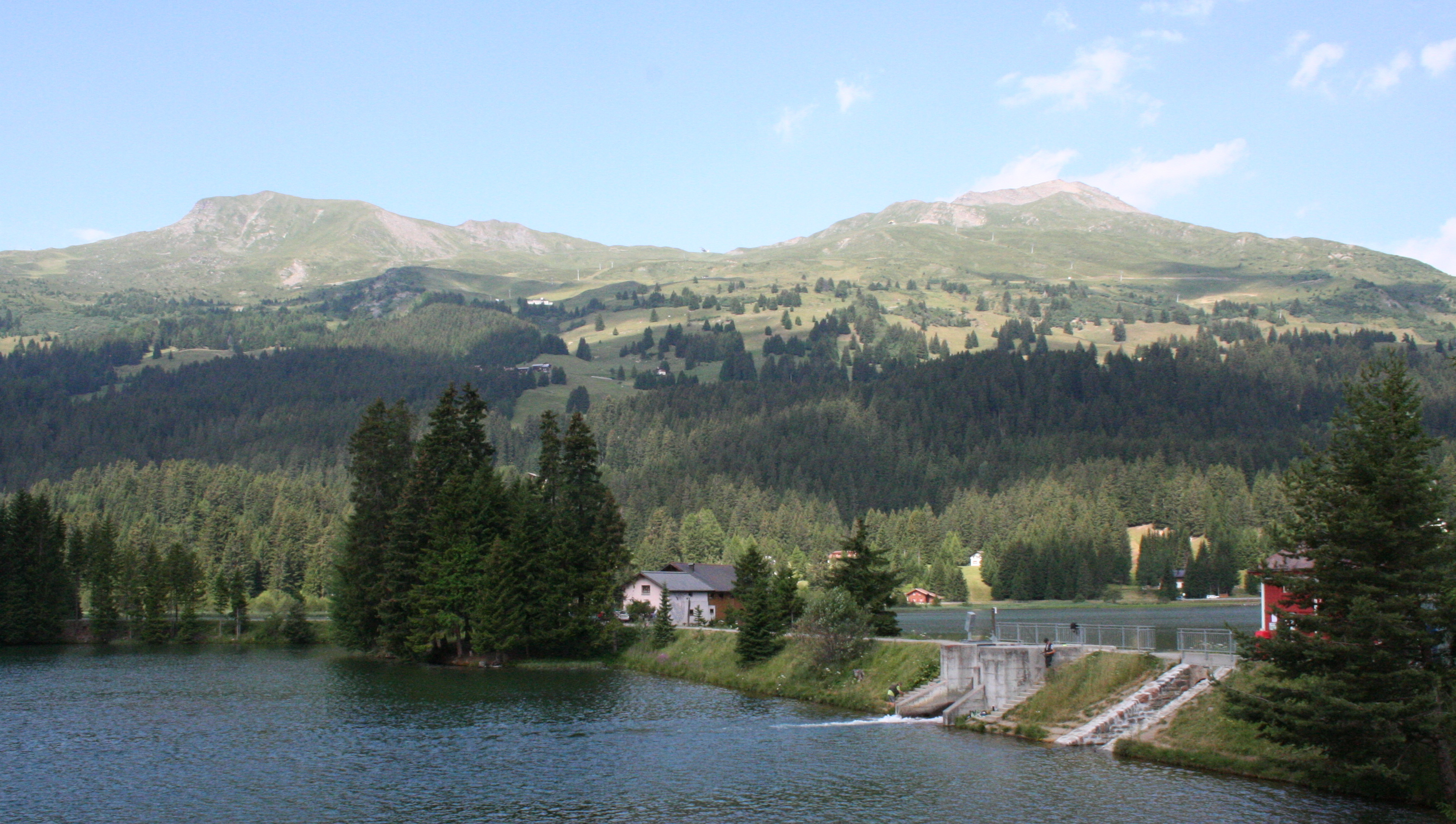

達尼斯峰（Piz Danis），是瑞士的山峰，位於該國東南部，由格勞賓登州負責管轄，屬於普萊蘇爾阿爾卑斯山脈的一部分，距離施特茨埃山1.8公里，海拔高度2,497米。